# سامية (اسم)
سامية هو اسم علم شخصي مؤنث عربي معناه الرفيعة المقام أو العالية أو ذات الأخلاق النبيلة، وهو مؤنث اسم سامي، ويعتبر من أكثر الأسماء المنتشرة في العالم العربي بين الإناث.

## الشخصيات
- سامية الجزائري ممثلة سورية
- سامية جمال ممثلة وراقصة مصرية
- سامية الطرابلسي ممثلة تونسية
- سامية أقريو ممثلة مغربية
- سامية حلبي رسامة أمريكية فلسطينية
- سامية الإتربي مذيعة مصرية
- سامية العمودي طبيبة سعودية
- سامية عبو محامية وسياسية تونسية
- سامية يوسف عمر عدائة صومالية